# Oepikellidae
De Oepikellidae zijn een familie van uitgestorven kreeftachtigen uit de klasse van de Ostracoda (mosselkreeftjes).

## Taxonomie

### Onderfamilie
- Oepikellinae †

### Geslachten
- Lavachilina Tinn & Meidla, 2002 †
- Loculibolbina Schallreuter, 1983 †